# Gionata Verzura
Gionata Verzura (tiếng Thái: จอนาตา แวร์ซูร่า, sinh ngày 27 tháng 5 năm 1992) là một cầu thủ bóng đá người Ý-Thái Lan thi đấu ở vị trí tiền vệ cho câu lạc bộ Giải bóng đá Ngoại hạng Thái Lan Ratchaburi Mitr Phol.

## Đời sống cá nhân
Gionata sinh ra ở Băng Cốc. Bố anh là người Ý và mẹ anh là người Thái Lan. Anh trai sinh đôi của Gionata, Antonio, cũng là một cầu thủ bóng đá và thi đấu cho Super Power Samut Prakan ở vị trí hậu vệ phải.